# Лето. Одноклассники. Любовь
«Лето. Одноклассники. Любовь» (англ. LOL) — вышедший в прокат в июне 2012 года фильм, ремейк французской комедии 2008 года «Лол». Ремейк был написан и срежиссирован Лизой Азуэлос, которая также срежиссировала и написала сценарий к оригиналу. Продюсерами стали Майкл Шемберг и Стейси Шер из компании «Double Feature Films», а также Тиш Сайрус, мать Майли Сайрус, исполняющей главную роль. Съёмки проходили в Детройте, Чикаго и Париже в конце 2010 года. Премьера фильма в России состоялась 28 июня 2012 года, где он распространяется компанией «VOЛЬGA». Фильм получил рейтинг PG-13.

## Сюжет
Главная героиня — шестнадцатилетняя школьница Лола, которая живёт вместе с родителями в небольшом пригороде Чикаго и учится в самой обычной школе. Но предстоящий учебный год не сулит красавице ничего хорошего — уже в первый день учёбы её парень признаётся, что изменил ей в летнем лагере. Желая отомстить возлюбленному, Лола заявляет, что и сама потеряла невинность, когда участвовала в походе на байдарках. К тому же мать девушки совершенно не интересуется жизнью своей повзрослевшей дочери, потому что сама страдает от полной неразберихи в личной жизни…

## В ролях
- Майли Сайрус — Лола Уильямc
- Деми Мур — Энн, мать Лолы
- Дуглас Бут — Кайл
- Джордж Финн — Чад
- Жан-Люк Билодо — Джереми
- Эшли Грин — Эшли
- Марло Томас — Гранн, бабушка Лолы
- Эшли Хиншоу — Эмили
- Адам Севани — Уэн
- Лина Эско — Джанис
- Томас Джейн — Аллен
- Джина Гершон — Кэти
- Мишель Берк — Лорен
- Пэм Тиллис — Бренди
- Джей Эрнандес — Джеймс
- Остин Николс — Мистер Росс
- Нора Дюнн — мать Эмили

## Саундтрек
- Rock Mafia — The Big Bang
- Miley Cyrus — Giving You Up
- Keane — Somewhere Only We Know
- Jonathan Clay — Heart On Fire
- BB Brunes — Cul et chemise
- The Rolling Stones — You Can’t Always Get What You Want
- Foster The People — Houdini
- Ingrid Michaelson — Everybody
- Jonathan Clay — Little sister
- Freelance Whales — Location
- Jean-Philippe Verdin — Dreamers
- Coconut Records — Microphone